# 필리프 아리에스
필리프 아리에스(프랑스어: Philippe Ariès, 1914년 7월 21일~1984년 2월 8일)는 프랑스의 역사학자이다. 그는 평범한 일상에 관한 많은 책을 저술했다. 그의 가장 두드러진 작품은 죽음에 대한 서구의 태도 변화를 다룬다.
그의 일생 동안 그의 작품은 종종 프랑스보다 영어권 세계에서 더 잘 알려져 있었다. 그는 무엇보다도 그의 책 《아동의 탄생》(1960)으로 유명하다. 아리에스는 "중세 사회에서는 어린 시절의 개념이 존재하지 않았다"는 말로 가장 유명하다. 그것의 중심 테제는 17세기부터 아동기에 대한 개념과 수용된 가족 생활의 일부로서 아동기에 이르기까지 아동에 대한 태도가 경제적 변화와 사회적 진보와 함께 시간이 지남에 따라 진보적이고 진화했다는 것이다. 아이들은 너무 약해서 셀 수도 없고 언제든 사라질 수 있다고 생각했다. 그러나 아이들은 혼자 살 수 있게 되자마자 성인으로 간주되었다.
그의 공헌은 아동기를 생물학적으로 주어진 것이 아니라 사회적 구성물로 인식했다는 점과 아동기의 역사를 진지한 연구 분야로 정립했다는 점에서 매우 의의가 있다. 동시에, 그의 어린 시절에 대한 설명은 지금까지 널리 비판을 받았다.
마찬가지로 아리에스는 또 다른 연구 분야인 죽음과 죽음에 대한 태도의 역사를 고안한 것으로 기억된다. 아리에스는 어린 시절과 마찬가지로 죽음을 사회적 구성물로 보았다.